# Jungermannia immersa
Jungermannia immersa là một loài Rêu trong họ Jungermanniaceae. Loài này được Ångström ex C. Hartm. mô tả khoa học đầu tiên năm 1838.